# (6321) Namuratakao
(6321) Namuratakao  es un asteroide del cinturón principal perteneciente al cinturón de asteroides, región del sistema solar que se encuentra entre las órbitas de Marte y Júpiter.
Fue descubierto el 19 de enero de 1991 por Atsushi Sugie desde el Observatorio Astronómico Dynic.

## Designación y nombre
Designado provisionalmente como 1991 BV fue nombrado en honor de Takao Namura (n. 1937) conocido fabricante de espejos para telescopios que ha rectificado más de mil espejos para telescopios. Ha hecho espejos para el Observatorio Astronómico Nacional de Japón y muchos observatorios públicos.

## Características orbitales
(6321) Namuratakao está situado a una distancia media del Sol de 2,612 ua, pudiendo alejarse hasta 2,964 ua y acercarse hasta 2,260 ua. Su excentricidad es 0,135 y la inclinación orbital 12,967 grados. Emplea 1542,01 días en completar una órbita alrededor del Sol.
Pertenece a la familia de asteroides de (15) Eunomia.

## Características físicas
La magnitud absoluta de (6321) Namuratakao es 12,72. Tiene 7,664 km de diámetro y su albedo se estima en 0,330.